# Столяров, Сергей Дмитриевич
Серге́й Дми́триевич Столяро́в (4 [17] июля 1911 (официальная дата рождения 1 ноября 1911 года), село Беззубово, Тульская губерния — 9 декабря 1969, Москва) — советский актёр театра и кино. Народный артист РСФСР (1969). Лауреат Сталинской премии первой степени (1951).

## Биография
Сергей Дмитриевич Столяров родился в 1911 году в селе Беззубово Тульской губернии  (ныне — деревня Беззубово, Московская область, городской округ Серебряные Пруды). Точная дата его появления на свет долгое время была неизвестна: метрика была утеряна и Столяров сам выбрал себе дату рождения — 1 ноября. В начале XXI века удалось узнать, что настоящая дата его рождения — 17 июля (4 июля по старому стилю).
Его отец был лесником, погиб на фронте в начале Первой мировой войны. В семье росло пятеро детей. В тяжёлые годы гражданской войны Сергей отправился в «хлебный город Ташкент», но по дороге заболел тифом и после выздоровления попал в Курский детский дом. В нём воспитанники организовали драмкружок, в котором Сергей принимал активное участие, и тогда он «заболел» театром.
Переехав в Москву, Сергей поступил в Первое ремесленное училище, где приобрёл профессии слесаря и машиниста. После окончания работал в депо Киевской железной дороги.
После работы занимался в театральной студии Алексея Дикого при Доме учёных.
Окончил актёрский факультет Театральной школы Пролеткульта в 1931 году. В 1932—1934 годах — актёр МХАТа, в 1934—1938 годах — ЦТКА, в 1940—1942 годах — Театра имени Моссовета, с 1944 года — Театра-студии киноактёра. Член КПСС с 1958 года.
В 1935 году Столяров сыграл свою первую заметную роль в кино — лётчика Владимира в фильме А. П. Довженко «Аэроград». Увидев его в этой роли, режиссёр Александров без проб предложил ему роль Ивана Мартынова в фильме «Цирк».

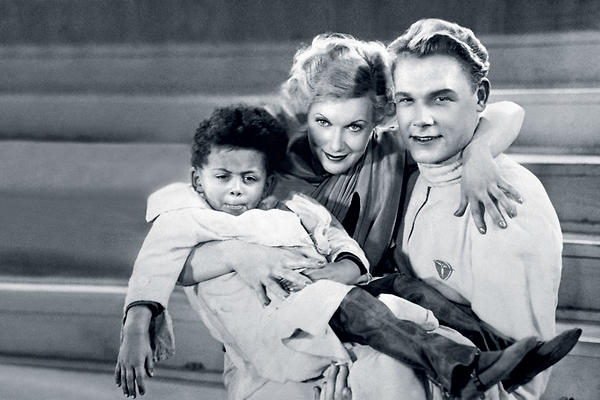
Кадр из фильма «Цирк». С. Столяров c Д. Паттерсоном и Л. П. Орловой, 1936 год

После выхода «Цирка» Столяров стал не просто знаменитым, а идеалом советского молодого человека. Более того, его образ был взят за основу при создании скульптуры рабочего в знаменитой композиции В. И. Мухиной «Рабочий и колхозница», получившей гран-при на Парижской всемирной выставке в 1937 году. Благодаря фильму после 18 лет неизвестности нашлись мать Сергея и брат Роман. Герой «Цирка» Иван Мартынов принёс с экрана в жизнь песню «Широка страна моя родная», ставшую вторым гимном СССР.
Независимый принципиальный характер Столярова, его участие в защите своих друзей и коллег, несправедливо обвинённых в тяжёлую эпоху 1930-х годов, стоили ему многих наград и отчасти карьеры. Тем не менее он продолжал сниматься в кино и стал настоящей звездой «Союздетфильма» — с 1938 по 1944 год снялся в фильмах-сказках «Руслан и Людмила», «Василиса Прекрасная», «Кащей Бессмертный», создав таким образом ставший классическим экранный образ русского былинного героя.
Самыми сложными были годы Великой Отечественной войны. В конце 1941 года, вернувшись из ополчения, Сергей Дмитриевич с семьёй отправился в Алма-Ату, где находились в эвакуации многие театральные труппы и киностудии. Там он впервые проявил себя как режиссёр, поставив пьесу К. М. Симонова «Русские люди». Спектакль имел огромный успех. Артисты собрали 13 069 рублей на постройку танка «Русские люди». В благодарность за этот поступок актёра ему в Алма-Ату направил телеграмму лично Сталин.
В 1940-е годы Столяров пытался уйти от своего героического амплуа. В это время он снялся в весёлом фильме «Старинный водевиль».
Фильм А. Л. Птушко «Садко», в котором Столяров сыграл заглавную роль, совершил своеобразный прорыв в мировой кинематограф. Его успех высоко оценили в Венеции (Италия), где ему присвоили приз «Серебряный лев».
В фильме «Тайна двух океанов» (1955—1956) Столяров сыграл роль капитана подводной лодки. Фильм имел большой успех у советского зрителя. Тогда же он снялся в другом фильме Птушко — «Илья Муромец», в роли Алёши Поповича.
Последней актёрской работой Сергея Столярова в кино стала роль Дара Ветра в фантастическом фильме «Туманность Андромеды» (1967) по одноимённому роману И. А. Ефремова. Эта работа завершила галерею героических образов, созданных артистом в кино.
В конце 1960-х годов Сергей Дмитриевич согласовал постановку фильма «Когда расходится туман» по собственному сценарию, но из-за обострения злокачественной опухоли (лимфосаркома) был вынужден лечь в больницу и не дожил не только до премьеры, но и до окончания работы над картиной.

Могила Сергея и Кирилла Столяровых на Ваганьковском кладбище Москвы

Умер 9 декабря 1969 года. Его похоронили на Ваганьковском кладбище (1 участок).

### Семья
Со своей женой, Ольгой Борисовной Константиновой, Сергей Столяров познакомился в театре. Она происходила из старинной купеческой семьи и училась в студии Юрия Завадского. В 1934 году молодые люди поженились, в 1937 году у них родился сын Кирилл.
- Столяров, Кирилл Сергеевич, сын (1937—2012), актёр.
  - Столяров, Сергей Кириллович, внук (1962—2023[7]), актёр и режиссёр телевидения.

## Признание и награды
- Сталинская премия первой степени (1951) — за исполнение роли Александра Ивановича Рогова в фильме «Далеко от Москвы» (1950)
- заслуженный артист РСФСР (7 февраля 1957)
- народный артист РСФСР (29 сентября 1969)
- орден Трудового Красного Знамени
- орден «Знак Почёта» (6 марта 1950) — за выдающиеся заслуги в развитии советской кинематографии[8].
- медали
- В Москве, на доме, где он жил (пл. Победы, 2) в 2001 году установлена мемориальная доска
- К 100-летию российского кино в 2009 году на Серебряных Прудах на центральной площади был открыт памятник С. Д. Столярову, его имя также присвоено городскому Культурному центру «Наследие»

## Факты
- Режиссёр «Театра на Таганке» Юрий Любимов рассказывал, что после похорон сына отец Владимира Высоцкого сказал: «Его похоронили рядом с самим Столяровым!». И от себя Любимов добавил: «Отец родной».
- Сын Сергея Столярова, актёр Кирилл Столяров, сыграл своего отца в фильме «А зори здесь тихие», снятом в 1972 году режиссёром Станиславом Ростоцким.

## Творчество

### Фильмография
- 1935 — Космический рейс — начальник старта (нет в титрах)
- 1935 — Любовь и ненависть — сын шахтёра
- 1935 — Аэроград — Владимир Глушак, летчик, сын тигрятника
- 1936 — Цирк — Иван Петрович Мартынов
- 1938 — Руслан и Людмила — Руслан
- 1939 — Моряки — Александр Беляев, капитан-лейтенант, командир подлодки
- 1939 — Василиса Прекрасная — Иван, младший сын
- 1940 — Гибель «Орла» — Фёдор Фёдорович Чистяков, водолаз, сын капитана «Орла»
- 1942 — Боевой киносборник «Наши девушки» — Василий Степанович Павлов, капитан
- 1944 — Кащей Бессмертный — Никита Кожемяка
- 1944 — Иван Грозный — Иван Телепнев-Оболенский (в сохранившемся, но не попавшем в фильм материале)
- 1946 — Старинный водевиль — денщик Фаддей
- 1947 — Голубые дороги — старшина первой статьи Разговоров
- 1950 — Далеко от Москвы — Александр Иванович Рогов, начальник стройучастка
- 1952 — Садко — Садко
- 1956 — Илья Муромец — Алёша Попович
- 1956 — Тайна двух океанов — капитан I ранга Николай Борисович Воронцов
- 1957 — Повесть о первой любви — Егор Петрович Бородин, отец Мити
- 1957 — Лично известен — Василий Никитич, революционер
- 1959 — Человек меняет кожу — Владимир Иванович Синицын
- 1960 — Им было девятнадцать — отец Анатолия Бескова, летчик-испытатель
- 1964 — По газонам не ходить — Клюев
- 1964 — Спроси своё сердце — Коржавин-старший
- 1965 — Год как жизнь — Гелен, акционер
- 1965 — Они не пройдут — Алексей Якимов
- 1967 — Туманность Андромеды — Дар Ветер